# 明日報
《明日報》（英語：Tomorrow Times）是台灣第一個完全數位化的電子報，也是世界第一間只在網路提供服務、沒有實體業務的電子報，2000年2月15日創刊，網址為「www.ttimes.com.tw」。因為資金不足，以及台灣在當時尚未有足夠的網路族群與網路服務，於2001年2月21日停刊。

## 歷史
1999年1月，PChome Online網路家庭與《新新聞》宣布合作發行電子報《新新聞郵報》（ePost）
，《新新聞》提供內容，PChome Online網路家庭統一負責會員註冊、發送與客服，標榜臺灣第一份以政治議題為主體的電子報。1999年2月25日，《新新聞郵報》上線，本日內容包括專訪前臺北市市長陳水扁與7則政治新聞。
1999年8月，《新新聞》總編輯陳裕鑫告訴邱銘輝與黃創夏，《新新聞郵報》上線不到半年就已有九萬個訂戶，使PChome Online網路家庭有意找《新新聞》合作創辦第一份「網路原生報」。1999年11月24日，PChome Online網路家庭與《新新聞》宣布，將集資新臺幣1億元，以全球華人市場為目標，創辦一份綜合性網路原生報紙，預計2000年2月15日上線，將由雙方合組一家公司共同經營，公司名稱暫定為「伊普斯特資訊服務公司」（ePost），希望一年內爭取100萬訂戶。
2000年1月19日，《明日報》母公司「普司特網路服務股份有限公司」成立。
2000年2月15日，《明日報》創刊，董事長詹宏志、發行人王健壯、社長李宏麟、總編輯陳裕鑫，分為8大新聞中心、17個分版，擁有200名記者。2000年4月11日，《明日報》推出「個人新聞台」機制，結合BBS及個人網頁功能。2000年10月31日，《明日報》宣布跨足實體報紙，新聞內容授權美國天林媒體投資集團（Global Megamedia Investment Group）在洛杉磯與紐約發行《明日報》美洲版，美洲版發行人林添貴也是天林負責人，美洲版編輯方向由天林主導。2000年4月底，網路泡沫化爆發，原先向《明日報》承諾第二波增資認股的七大創投紛紛抽手，《明日報》的資金受到影響，王健壯到處借錢維持運作。
2000年10月26日，《明日報》實體報頭版頭條引用匿名消息來源，獨家報導國安密帳案涉案人劉冠軍已確定於本年9月3日持「第三本護照」從中正國際機場出境，並稱這本護照「極可能是」中華民國國家安全局的工作護照，質疑該局高層涉嫌包庇劉冠軍。
2001年2月21日，詹宏志宣布《明日報》停刊解散，普司特網路服務公司仍然存在，《明日報》推薦員工150人進入《臺灣壹週刊》，但被推薦者有權選擇是否至《臺灣壹週刊》任職；詹宏志承認，最近4個月，他一直在尋找《明日報》的合作對象，但事實證明他並未找到適合的資金贊助者。在詹宏志說明後，多數員工沒有太多意見，部分員工則質疑詹宏志的資遣作為。《明日報》停刊，總計虧損新臺幣3億元，後續處理費用約新臺幣1.4億元。陳裕鑫承認，《明日報》開業一年以來，每月支出新臺幣2千萬元，但收入不足九分之一；創刊時把規模弄得太大，導致肩負沉重的支出，也是策略上的錯誤。
2001年3月16日，PChome Online網路家庭與台灣固網宣布達成初步協議，決定共同投資普司特網路服務公司，但普司特的《明日報》人員已經解散。

## 評論
2001年3月，《時報周刊》社長兼總編輯張國立認為，網路新聞最大致命傷是廣告量，《明日報》以網路媒體形態出現，無法發揮平面媒體的廣告效果，損失了可能強迫讀者閱讀的機會；台灣新聞記者協會會長余佳璋則說，《明日報》掀起媒體生態的變動。2008年1月，黃創夏說，《明日報》最珍貴的文化是平等，對參與它的許多記者而言，它的意義是一種「記者與編輯檯」、「記者與讀者」、「記者與作者」之間平等關係的媒體實驗室。

## 相關人物
《明日報》總製作人李如芳，離職後曾任《臺灣壹週刊》主任、《文茜小妹大》製作人、《大話新聞》製作人、立法委員林佳龍國會辦公室特別助理、臺中市政府秘書處處長。
英國東英格蘭大學博士、現任國立臺北大學公共行政暨政策系教授羅至美，在轉行學術界之前，早年曾為《明日報》的新聞記者出身。